# جادين وونغ
جادين وونغ (بالإنجليزية: Jadyn Wong)‏ (من مواليد 11 مايو 1985 في مدسين هات، كندا) هي ممثلة كندية.

## روابط خارجية
- جادين وونغ على موقع IMDb (الإنجليزية)
- جادين وونغ على موقع روتن توميتوز (الإنجليزية)
- جادين وونغ على موقع ألو سيني (الفرنسية)
- جادين وونغ على موقع قاعدة بيانات الفيلم (الإنجليزية)
- جادين وونغ على موقع كينوبويسك (الروسية)